# Parti des verts pour le progrès
Le Parti des verts pour le progrès (arabe : حزب الخضر للتقدم) ou PVP est un parti politique tunisien fondé le 14 novembre 2005.
Reconnu le 3 mars 2006, il ambitionne de « renforcer la conscience environnementale » des Tunisiens et les sensibiliser à l'importance de celle-ci dans leur vie et dans celles des collectivités.
Le parti publie son propre hebdomadaire en version française et arabe (Ettounsi).

## Histoire
Le fondateur, Mongi Khamassi, originaire du Kef, fait partie des fondateurs du Parti social-libéral (PSL) dont il est membre pendant 17 ans avant de démissionner en septembre 2005.
Il dépose alors une demande pour créer un nouveau parti, l'autorisation lui étant accordée moins de quatre mois plus tard, ce qui est considéré comme un record en Tunisie. Khamassi ayant été élu député du PSL lors des élections législatives du 24 octobre 2004, le PVP obtient un siège à la Chambre des députés dès sa création.
En 2009, à l'occasion de sa première expérience électorale, le parti remporte un total de six sièges.
Lors de son congrès fondateur, tenu les 12 et 13 décembre 2008, le secrétaire général Khamassi est reconduit à son poste et les dix nouveaux membres du bureau politique élus par les membres du conseil national. Les représentants des partis écologistes marocain, algérien, égyptien et palestinien présents au congrès décident la constitution d'un Rassemblement arabe des partis verts et des mouvements écologiques dont la présidence est confiée à Khamassi. Le parti compte alors treize fédérations implantées à Ras Jebel, Zarzis, Gafsa, Kairouan, Sfax, Nabeul, Le Kef, Jendouba, Siliana, La Manouba, Tunis et Ben Arous.

## Controverses sur sa légitimité
Il convient de noter que de nombreux partis verts, notamment les Verts français et les Verts européens, ont dénoncé la création de ce parti en déclarant que le véritable parti écologiste tunisien est en réalité le mouvement Tunisie verte, dont le dossier, deux ans après son dépôt, n'avait toujours pas été accepté par le ministère de l'Intérieur.
Considéré comme un « parti de décor » par la majorité de la scène politique tunisienne[réf. nécessaire], le PVP n'a pas de représentant au gouvernement d'union nationale qui a été formé à la suite de la révolution tunisienne. Le parti avait, en effet, soutenu la candidature de Ben Ali à l'élection présidentielle de 2009. À cette occasion, le secrétaire général avait déclaré que « le Parti des verts pour le progrès se félicite de ce pas franchi. Les militants et les cadres du parti de toutes les régions du fin fond de la Tunisie ont appelé à soutenir la candidature de Ben Ali pour 2009 ».

## Bureau politique
À la formation du parti en 2006, le bureau politique comprend, outre le secrétaire général Mongi Khamassi et la secrétaire générale adjointe Amel Bel Lakhal, Fathi Zghonda, Riadh Hammoudia, Fethi Dargachi, Ali Mrad, Chaker Ben Saïd, Faouzi Ezzeddine, Chrifa Marzouki et Karima Hosni.
Au terme du congrès de 2008, les membres du bureau sont entièrement renouvelés :
- Secrétaire général : Mongi Khammassi ;
- Vice-secrétaire générale chargée de l'information : Faten Charkaoui ;
- Secrétaire général adjoint chargé de la trésorerie : Fethi Dargachi ;
- Secrétaire général adjoint chargé des relations étrangères : Ibrahim Latrech ;
- Secrétaire général adjoint chargé des régions et des relations avec les partis et les organisations : Mohsen Hassan ;
- Secrétaire général adjoint chargé des études et des affaires écologiques, économiques et sociales : Tarek Nefzi ;
- Secrétaire général adjoint chargée de la femme : Aïcha Khammassi ;
- Secrétaire général adjoint chargé des jeunes : Hafedh Khaldi ;
- Secrétaire général adjoint chargé de la formation et de l'encadrement : Khaled Kabbous (démissionnaire en septembre 2009) ;
- Membre chargé de la programmation et de la communication en multimédia : Faycel Naîmi ;
- Membre chargé de la communication interne : Malek Yazid.

## Résultats électoraux

### Élections législatives
| Année | Voix | %      | Rang | Sièges  | Gouvernements |
| ----- | ---- | ------ | ---- | ------- | ------------- |
| 2009  |      | 1,67 % | 6e   | 6 / 214 | Opposition    |

### Élections municipales
| Année | Voix | Rang | Conseillers | %    | Maires  | % |
| ----- | ---- | ---- | ----------- | ---- | ------- | - |
| 2018  | 150  | 24e  | 1 / 7212    | 0,01 | 0 / 350 | 0 |